# Bayadera bidentata
Bayadera bidentata е вид водно конче от семейство Euphaeidae. Видът не е застрашен от изчезване.

## Разпространение
Разпространен е във Виетнам и Китай (Гуандун, Гуанси, Гуейджоу, Джъдзян, Дзянси, Съчуан, Фудзиен и Хубей).